# 134 (liczba)
134 (sto trzydzieści cztery) – liczba naturalna następująca po 133 i poprzedzająca 135.

## W matematyce
- 134 jest liczbą półpierwszą[1]
- 134 jest liczbą przylegającą[2]
- 134 jest liczbą niebędącą rozwiązaniem funkcji Eulera (ang. nontotient)[3]
- 134 nie jest liczbą palindromiczną, czyli liczbą czytana w obu kierunkach, w pozycyjnych systemach liczbowych od bazy 2 do bazy 32
- 134 należy do jednej trójki pitagorejskiej (134, 4488, 4490).

## W nauce
- liczba atomowa untriquadium (niezsyntetyzowany pierwiastek chemiczny)
- galaktyka NGC 134
- planetoida (134) Sophrosyne
- kometa krótkookresowa 134P/Kowal-Vávrová

## W kalendarzu
134. dniem w roku jest 14 maja (w latach przestępnych jest to 13 maja). Zobacz też co wydarzyło się w roku 134, oraz w roku 134 p.n.e.